# Amphoe Mueang Kanchanaburi
 (février 2024).
Si vous disposez d'ouvrages ou d'articles de référence ou si vous connaissez des sites web de qualité traitant du thème abordé ici, merci de compléter l'article en donnant les références utiles à sa vérifiabilité et en les liant à la section « Notes et références ».
Mueang Kanchanaburi (เมืองกาญจนบุรี) est un district (Amphoe) situé dans la province de Kanchanaburi, dans l'ouest de la Thaïlande, à la frontière de la Birmanie.
Le district est divisé en 13 tambon et 99 muban. Il comprenait plus de 150 000 habitants en 2005.
C'est là que se trouve le fameux Pont sur la rivière Kwaï, sur la Kwaï Yai, qui traverse le district.